# Benjamin Bouchouari
Benjamin Bouchouari (in arabo بنيامين بوشواري‎?; Borgerhout, 13 novembre 2001) è un calciatore marocchino con cittadinanza belga, centrocampista del Saint-Étienne.

## Carriera

### Club
Bouchouari ha iniziato la sua carriera professionistica nel 2020, quando è stato acquistato dal Roda JC. Ha debuttato in prima squadra il 28 ottobre 2020 nell'incontro di KNVB beker perso 2-0 contro il Fortuna Sittard, ed il 15 febbraio 2021 ha segnato il suo primo gol nel successo per 3-1 sull'Excelsior.
Il 16 agosto 2022 è passato a titolo definitivo al Saint-Étienne.

### Nazionale
Ha giocato nella nazionale marocchina Under-23.
Nel 2024 è stato convocato dalla nazionale olimpica marocchina per partecipare ai Giochi della XXXIII Olimpiade, dove vince la medaglia di bronzo.

## Statistiche

### Presenze e reti nei club
Statistiche aggiornate al 24 luglio 2024.
| Stagione        | Squadra         | Campionato      | Campionato | Campionato | Coppe nazionali | Coppe nazionali | Coppe nazionali | Coppe continentali | Coppe continentali | Coppe continentali | Altre coppe | Altre coppe | Altre coppe | Totale | Totale | Totale |
| Stagione        | Squadra         | Comp            | Pres       | Reti       | Comp            | Pres            | Reti            | Comp               | Pres               | Reti               | Comp        | Pres        | Reti        | Pres   | Reti   |        |
| --------------- | --------------- | --------------- | ---------- | ---------- | --------------- | --------------- | --------------- | ------------------ | ------------------ | ------------------ | ----------- | ----------- | ----------- | ------ | ------ | ------ |
| 2020-2021       | Roda JC         | 1D              | 28+2       | 1+0        | CO              | 1               | 0               |                    | -                  | -                  |             | -           | -           | 31     | 1      |        |
| 2021-2022       | Roda JC         | 1D              | 36+1       | 2+0        | CO              | 0               | 0               |                    | -                  | -                  |             | -           | -           | 37     | 2      |        |
| ago. 2022       | Roda JC         | 1D              | 1          | 0          | CO              | 0               | 0               |                    | -                  | -                  |             | -           | -           | 1      | 0      |        |
| 2022-2023       | Saint-Étienne   | L2              | 34         | 1          | CF              | 0               | 0               |                    | -                  | -                  |             | -           | -           | 34     | 1      |        |
| 2023-2024       | Saint-Étienne   | L2              | 35         | 0          | CF              | 1               | 0               |                    | -                  | -                  |             | -           | -           | 36     | 0      |        |
| Totale carriera | Totale carriera | Totale carriera | 137        | 4          |                 | 2               | 0               |                    | -                  | -                  |             | -           | -           | 139    | 4      |        |